# أندي هولدسورث
أندي هولدسورث (بالإنجليزية: Andy Holdsworth)‏ هو لاعب كرة قدم بريطاني في مركزي ظهير ‏ والدفاع، ولد في 29 يناير 1984 في Pontefract ‏ في المملكة المتحدة. لعب مع أولدهام أثلتيك ونادي موركامب وهدرسفيلد تاون.

## وصلات خارجية
- أندي هولدسورث على موقع قاعدة بيانات كرة القدم.إي يو (الإنجليزية)
- أندي هولدسورث على موقع Soccerbase.com (لاعب) (الإنجليزية)